# Lioxanthodes alcocki
Lioxanthodes alcocki is een krabbensoort uit de familie van de Xanthidae. De wetenschappelijke naam van de soort is voor het eerst geldig gepubliceerd in 1909 door Calman.